# Нікітський ботанічний сад
44°30′34″ пн. ш. 34°13′58″ сх. д. / 44.5094° пн. ш. 34.2328° сх. д.
Нікі́тський ботані́чний сад (крим. Nikita nebatat bağçası) — комплексна науково-дослідна установа, одна з найстаріших в Східній Європі, яка веде роботи з питань плодівництва та ботаніки. Дендрарій саду є унікальним зібранням рослин з усіх континентів, а відтак популярним місцем відпочинку та екскурсій. Розташований на Південному узбережжі Криму між селищем Нікіта та Чорним морем за 7 км від Ялти, на площі 1100 га.

## Історія
Нікітський ботанічний сад заснований у 1812 році ботаніком Християном Стевеном (1781—1863). Верзилін цитує офіційний документ:

«Посаджені на місця груші, яблуні і інші фруктові дерева, які досягли потрібного для цього росту, кожного сорту по одному або по два, а інколи і по три дерева, чим засновано помологічну збірку, якої ще в Росії не було, від якої з часом за допомогою посилок можна розповсюдити найкращі сорти в ті російські губернії, куди по віддаленості дерев возити неможна.»

Ним було зібрано понад 4500 видів рослин, а загальна кількість висаджених дерев — 14 332 екземпляри; була створена найповніша у світі помологічна колекція, яка складалась із 550 сортів груш, 330 сортів яблунь, 80 сортів слив, 110 різновидностей персиків й ін. плодових дерев.
10 червня 1811 р., за активної участі відомого ученого-ботаніка, інспектора з шовківництва півдня Росії М.Біберштейна, в Петербурзі був підписаний «Указ про установу в Криму Імператорського казенного ботанічного саду». У тому ж році біля села Нікіта у місцевого поміщика Смірнова куплено 375 десятин землі. Пост директора саду М.Біберштейн запропонував своєму помічникові, 30-річному ученому Х. Х. Стевену. Вже у вересні 1812 р. зробили перші посадки. За 14 років невтомної діяльності Х. Х. Стевен, якого згодом прозвали «Нестором російських ботаніків», зібрав більше 450 видів екзотичних рослин.
Серед науковців, що працювали у Нікітському ботанічному саду український ентомолог Іссахар Лівшиц і радянський учений у галузі рослинництва Іван Рябов.
В 1914-26 роках ботаніком-садоводом був Вульф Євген Володимирович.
У 1922—1928 роках директором Нікітського ботанічного саду був український садівник Калайда Феофіл Климентійович.
В 1958-77 роках директором саду працював ґрунтознавець, доктор наук Кочкін Михайло Андрійович.

## Колекція саду
Сад простягається по берегу Чорного моря на кілометр і піднімається вверх по схилу на висоту 200 метрів. Станом на 1964 рік у верхньому парку існували пальми, які витримували морози -14 °C і давали насіння, типові італійські сосни з високою кроною в формі розкритої парасолі, ліванські кедри (найстарішому кедру в 1964 році було 120 років, а висота сягала 20 м), кедр гімалайський, кедр атласький, кедр плакучий, гінкго дволопатеве, лавр благородний, вавилонська верба, кам'яні дуби (в тому числі біля входу у Нижній парк), пробкові дуби (на 1964 рік їм понад 130 років); гай різних бамбуків, які в місяць виростають до 6 метрів чи на 20 сантиметрів на добу, тис (екземпляру було 500 років), алея пірамідальних кипарисів, секвоя гігантська («мамонтове дерево» посадили в 1885 році і станом на 64 рік її висота сягала 26 метрів з діаметром стовбура більше метра; всього налічувалось 11 екземплярів), секвоя тисовидна (Sequoia sempervirens) висотою близько 20 м; мексиканська сосна (в 1964 році їй було 90 років); тюльпанне дерево; колекція ефіро-олійних рослин: лаванда, ірис, казанликська троянда, пеларгонія, в розарії було зібрано більше 1000 сортів троянд (гітлерівські війська вивезли найкращі сорти і цінний гербарій; від колекції залишилось 302 сорти, а гербарій згодом знайшли і повернули) японський аїр; отруйний сумах із Північної Америки (викликає опік, який не загоюється), кизил, рускус колючий, 600 сортів винограду.
Колекція саду налічує 30 тис. видів, гібридів і сортів рослин практично всіх країн світу. У Нижньому парку саду росте каліфорнійський дуб (більше в нашій країні ніде не трапляється), а в Приморському — найтеплолюбивіші дерева і чагарники: мирт, фейхоа, орхідейне дерево, хамеропс (карликова пальма). Є в Нікітському саду сосна алепська, нумідійська (алжирська) ялиця, дуб траволистний (каліфорнійський) і кипарис Аризона, ялівець віргінський і єдиний у Никітському саду екземпляр «залізного дерева» — пародії перської. Дерево досягає 6 м висоти, має крону з широкоовального листя, яке восени приймає рожево-оранжеве забарвлення. Екскурсія по Нікітському саду починається з Верхнього парку, де вздовж майстерно оформлених алей можна побачити насадження рослин, завезені зі всіх континентів Землі: бамбука з Північного Китаю, вічнозеленого дуба кам'яного, могутніх дерев ялиці, платана, секвоядендрона гігантського (мамонтове дерево). У цій частині Саду росте тис ягідний, такий, що досягає 500-річного віку, нагадуючи про тутешню минувшину реліктових лісів. Нижній парк — найстаріша частина Нікітського саду, створена у першій половині XIX століття. Тут привертають увагу оливковий гай, закладений понад 160 років тому, інші теплолюбиві культури: фіги, мушмула, хурма. Особливо цікаві старі дерева суничника дрібноплодного (суничного дерева червоного), занесеного в Міжнародну Червону книгу. Нижній парк, закладений в ландшафтному стилі ще при фундаторові саду Стевені. За початковим проектом тут мало бути вільне розміщення рослин, поєднаних з лужками і видовими майданчиками. Цей характер розміщення вдалося зберегти частково біля входу в Нижній парк. Басейн тут заповнений білим і рожевим лататтям, каспійським лотосом та іншими водними рослинами. Вхід у парк обрамовано високою зеленою стіною з кам'яного дуба, що імітує фортечний форт з овальними зубцями і контрфорсами. Плануючи Нижній парк, прагнули до групування посадок з однорідних порід. Так, в 1820-1823 роках був закладений гай з коркового дуба, трохи пізніше — гаї з ліванського кедра, магнолії, благородного лав ра. У Нижньому парку багато цінних чужоземних порід. Вічнозелені широколисті рослини, пальми і бамбук надають цьому затишному парку екзотичного характеру. Прекрасний вигляд на узбережжя відкривається від павільйону, спорудженого в південній частині парку. Споруда є копією паркового павільйону Михайлівського палацу в Санкт-Петербурзі, побудованого там в 1819 році. На північному схилі парку розміщено басейн у вигляді оригінального каскаду. Наступний, Приморський парк, краще за інших захищений навколишніми гірськими гребенями, клімат тут м'якший, і тому в цій частині Никітського саду представлені найбільш теплолюбиві вічнозелені форми рослин: різноманітні пальми, криптомерія і османтуси, фісташка мастикова, численні яскраво квітучі субтропічні чагарники. По обидві сторони від Приморського парку лежать ще два цікаві об'єкти Никітського саду. На сході — заповідник Мис Мартьян, де зберігається цінний куточок реліктового субсередземноморського лісу, в якому виростають в невинних умовах рідкісні дерева, чагарники і трави, — всього близько 500 видів — і все це багатство на 120 гектарах заповідної суші! Заповідник є природною лабораторією учених саду, тому для масових екскурсій він закритий. На захід від Приморського парку, ближче до Ялти, розташований парк на мисі Монтадор, де разом з аборигенними видами — дубом пухнастим, ялівцем високим — виростає ряд реліктових хвойних екзотів: багато видів сосни з різних країн світу, метасеквоя з ніжною, опадаючою на зиму хвоєю. Тут можна помилуватися також посадками сосни піцундської, природні насадження якої в Криму збереглися на Південному березі лише на мисі Айя на заході і в Новому Світі на сході. Дивує відвідувачів і старий гай мамонтових дерев, посадки кипариса мексиканського, гутаперчевого дерева і інших екзотів.

## Структура Нікітського ботанічного саду
Включає 5 наукових відділів, у складі яких 19 лабораторій:
- Відділ інтродукції, селекції й агроекології;
- Відділ фізіолого-біохімічних досліджень, біотехнології і репродуктивної біології рослин;
- Відділ степового рослинництва;
- Відділ природних екосистем і заповідної справи;
- Відділ інтелектуальної власності і маркетингу інновацій.

## Ювілей— 200 років
|                                                              |  |  |
| Ювілейна монета НБУ присвячена 200-річчю Нікітського ботсаду |  |  |

Ювілей Нікітського ботанічного саду — головного наукового центру флористики Криму — став загальноукраїнським святом. На реконструкцію унікальної оази виділено було 20 мільйонів гривень, обіцяно й надалі надавати державну допомогу.
Президент НААНУ Микола Безуглий зазначив, що сад-ювіляр «завжди був зв'язківцем між біологічною наукою і аграрним виробництвом, у всі часи виконував одразу дві ці функції й завжди робив це успішно». Із цієї колиски підживлялися основні сучасні галузі сільськогосподарського виробництва Криму: садівництво, виноградарство, тютюнництво, ефіро-олійне виробництво.
Розробки Нікітського ботанічного саду мають значний попит серед власників великих сільгосппідприємств, дрібних господарств та тих, хто розвиває садово-паркове мистецтво. Науковці виводять нові та поліпшують наявні сорти рослин, адаптують закордонні досягнення до вітчизняних умов. Нікітський сад — це потужна платформа. «200-річчя позначене вагомими досягненнями наших науковців», — наголосив міністр аграрної політики та продовольства України Микола Присяжнюк.
«75 відсотків садів кісточкових культур Криму зайняті сортами селекції ювіляра», — повідомив заступник директора Нікітського саду й водночас Національного наукового центру Геннадій Захаренко. «Нині ми продовжуємо цю добру традицію: пропонуємо садівникам 156 сортів декоративних, плодових, ефіроолійних рослин, виведених нашими фахівцями. Маємо одну з найбільших колекцій — близько 16 тисяч видів, а з гібридами — майже 20 тисяч найменувань. Не тільки ті, що є зараз, а й ті, котрі в майбутньому займуть своє місце у садах і парках не лише Криму».
Щороку Верхнім і Нижнім парками, екологічною стежкою «Мис Мартіян», Райським садом на території кактусової оранжереї і розарієм, пальмовими та багатьма іншими алеями з унікальними рослинами крокує близько 600 тисяч екскурсантів. Нині ювіляр зустрічає гостей щойно відкритим на головній площі біля басейну пам'ятником давньоримській богині квітів Флорі, яскравими барвами та пахощами пізніх троянд, ранніх хризантем, білосніжних букетів гостролистої юки й навіть розквітлих восени кетягів бузку.

## Галерея

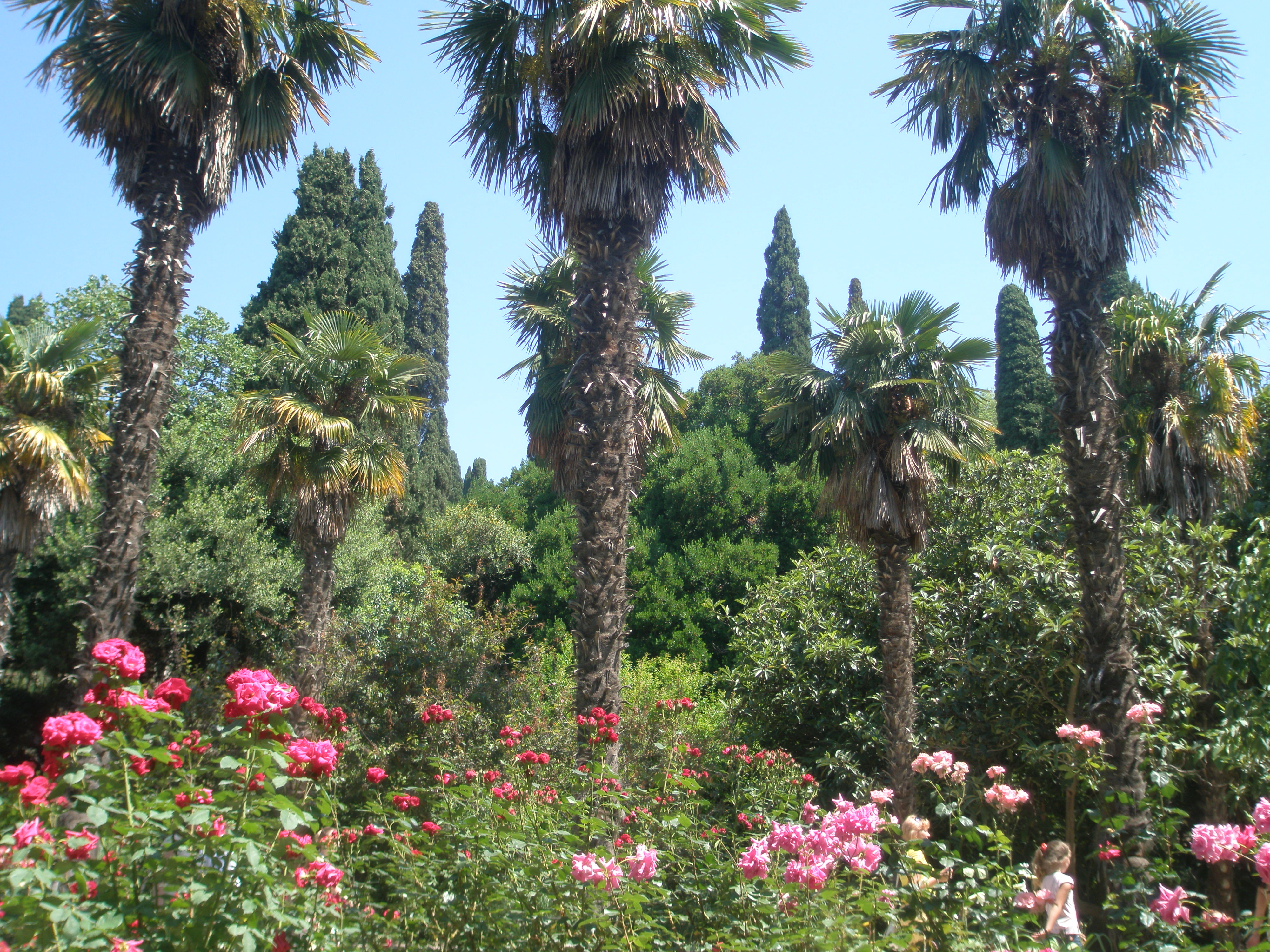
Пальми в саду
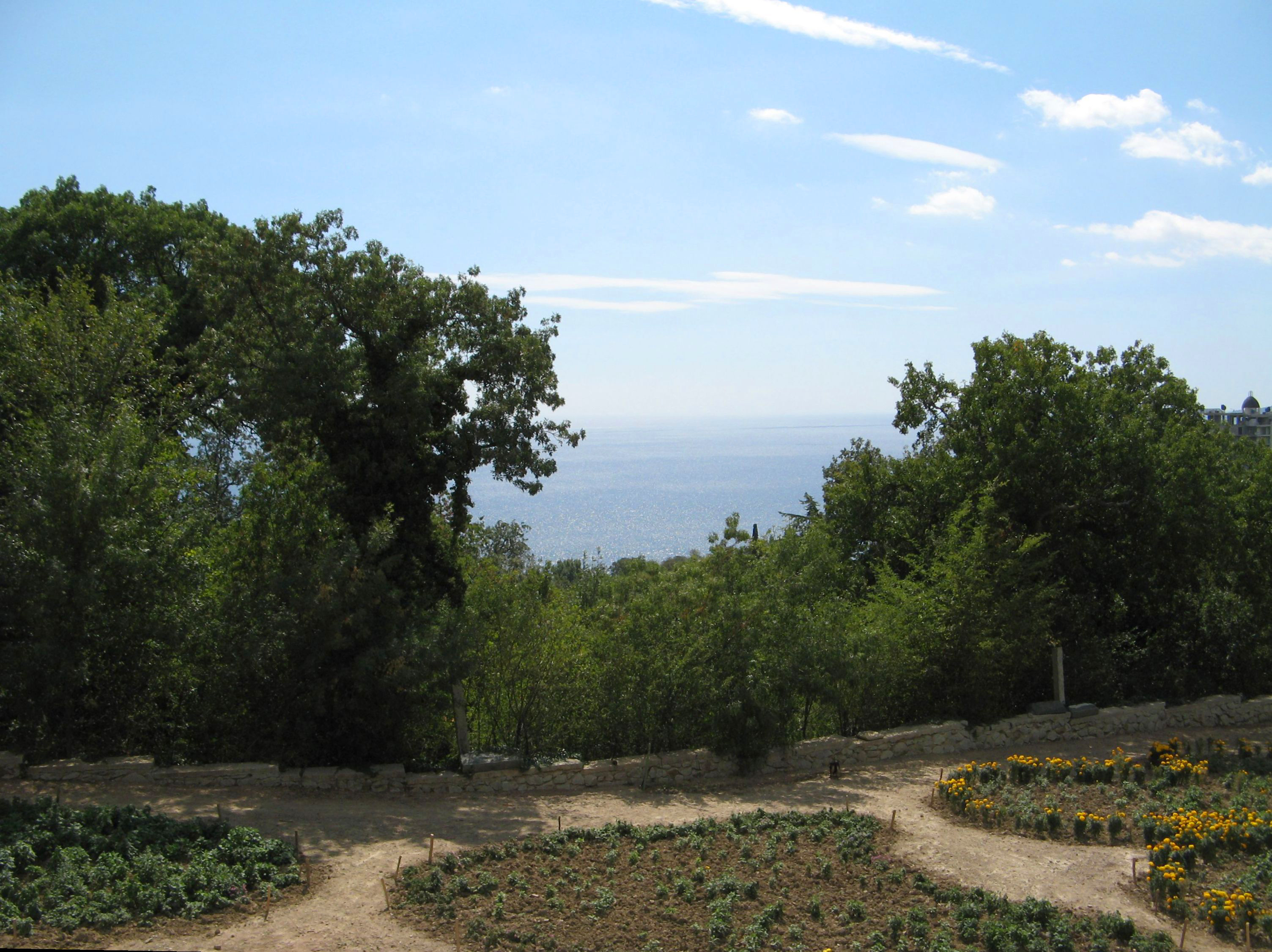
Вид на море
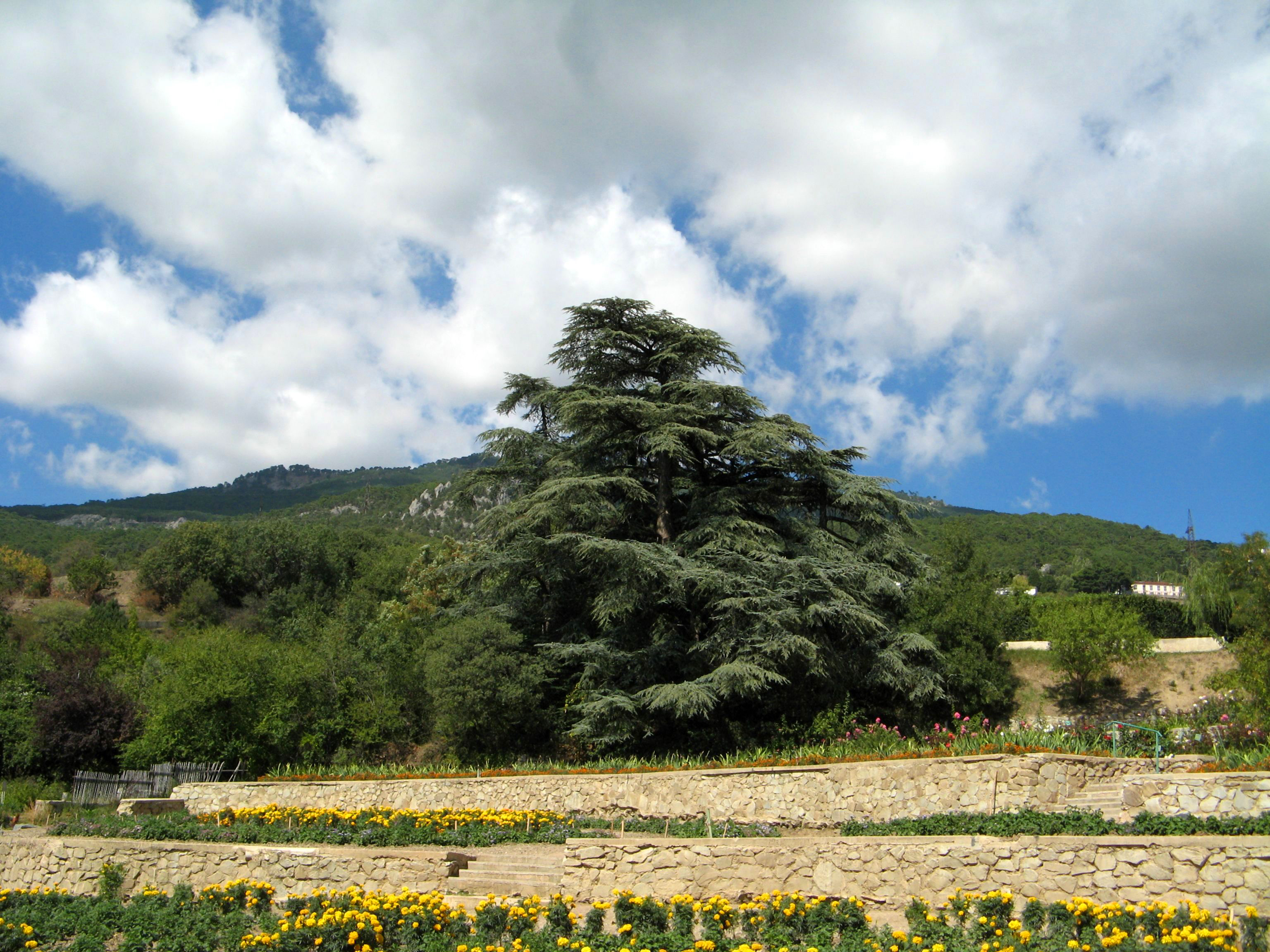
Вид на гори